# Cristina Ranzolin
Cristina Borges Ranzolin Falcão, besser bekannt als Cristina Ranzolin (* 28. Oktober 1966, in Porto Alegre, Rio Grande do Sul, Brasilien), ist eine brasilianische Journalistin und Fernsehmoderatorin.

## Werdegang
Cristina Ranzolin begann ihre Karriere 1986 bei dem von TV Globo getragenen Sender RBS TV im brasilianischen Bundesstaat Rio Grande do Sul als Sportreporterin. Ab Mitte 1988 moderierte Ranzolin die Fernsehsendung Campo e Lavoura (Deutsch: Feld und Ernte), eine Sendung über ländliches Leben und Bräuche, die heute ein Segment von Galpão Crioulo ist, einer Fernsehsendung über Gaucho-Traditionen. Im Jahr 1993 zog sie nach Rio de Janeiro, wo sie dreieinhalb Jahre lang direkt bei TV Globo arbeitete und gemeinsam mit ihrem Kollegen William Bonner die Nachrichtensendung Jornal Hoje präsentierte. Sie moderierte auch Jornal da Globo und ersetzte dabei kurzzeitig die Moderatorin Fátima Bernardes. Zwischen 1993 und 1995 war Cristina auch Moderatorin von RJTV, der lokalen Nachrichtensendung von TV Globo in Rio de Janeiro.
1996 kehrte Ranzolin nach Rio Grande do Sul und zu RBS TV zurück, um Jornal do Almoço, ebenfalls eine Nachrichtensendung, mit den Journalisten Rosane Marchetti, Paulo Sant’Ana und Lasier Martins zu moderieren. Nachdem Marchetti im November 2010 gegangen war, übernahm sie die alleinige Moderation.
Im Juli 2019 wurde Ranzolin anlässlich des 50-jährigen Bestehens der wichtigsten Nachrichtensendung des Landes, dem Jornal Nacional, ausgewählt, im Wechsel mit 27 anderen Moderatoren aus ganz Brasilien die Sendung zu moderieren. Sie begann ihre Moderation am 31. August 2019 neben Márcio Bonfim von TV Globo Nordeste, einem von TV Globo betriebenen Sender mit Hauptsitz in Recife, Pernambuco, im Nordosten Brasiliens, und trat 2020 schließlich dem festen Team der Nachrichtensendung bei.
Aufgrund der Coronavirus-Pandemie wurde ihr jedoch vorübergehend abgesagt, da sich TV Globo als Gesundheitsschutzmaßnahme dazu entschied, nur Moderatoren aus Rio de Janeiro moderieren zu lassen.

## Privatleben
Cristina Ranzolin ist die Tochter von Armindo Antônio Ranzolin, einem Sportradio-Moderator; sie hat einen Bruder. Seit Ende 2003 ist sie mit dem ehemaligen Fußballer Paulo Roberto Falcão verheiratet, mit dem sie seit 2004 eine Tochter hat.